# Alec Clunes
Alexander Sheriff de Moro Clunes, detto Alec (Brixton, 17 maggio 1912 – Londra, 13 marzo 1970), è stato un attore e direttore teatrale inglese.

## Biografia
Nato nel quartiere londinese di Brixton in una famiglia dedita allo spettacolo, i suoi genitori erano Alexander Sydenham Sherriff Clunes e Georgina Ada Sumner. Iniziò la sua carriera teatrale lavorando nella compagnia di Ben Greet, per poi esibirsi all'Old Vic Theatre. Interpretò numerosi ruoli shakespeariani prima di assumere la direzione dell'Arts Theatre di Londra nel 1942, lavorandovi fino al 1950.
Tra le opere da lui presentate ci fu The Lady's Not For Burning di Christopher Fry. Clunes diede all'attore e drammaturgo Peter Ustinov la sua prima occasione mettendo in scena la sua pièce intitolata The House of Regrets.
La sua carriera cinematografica fu breve ma varia. Interpretò Hastings nel film Riccardo III (1955) di Laurence Olivier, e partecipò a film di guerra come Volo senza ritorno (1942), sebbene in realtà fosse un obiettore di coscienza. Lavorò anche nel film in costume L'arciere del re (1955).
Nella sua successiva attività teatrale, uno dei suoi impegni fu quello di sostituire Rex Harrison nel ruolo di Henry Higgins nel musical My Fair Lady nel 1959. La sua ultima esibizione teatrale ebbe luogo nel 1968.
Tra le sue performance televisive vi furono quelle nelle serie Undermind, in cui era il sergente di polizia nell'episodio Onset of Fear (1965), e The Ronnie Barker Playhouse, in cui interpretò "Peregrine" nell'episodio The Incredible Mister Tanner (1968). Gli fu inoltre offerto di interpretare il professor Bernard Quatermass nella famosa miniserie di fantascienza per la BBC Quatermass and the Pit (1958), ma Clunes declinò l'offerta e il ruolo andò ad André Morell.
Clunes fu sposato due volte: la prima con l'attrice e produttrice televisiva Stella Richman, e la seconda con Daphne Gyllian Acott, dalla quale ebbe un figlio.
Alec Clunes morì a Londra nel 1970 di cancro ai polmoni, all'età di 57 anni. Lasciò la moglie, un figlio, l'attore Martin Clunes e una figlia, Amanda Clunes.

## Filmografia
- Convoy, regia di Pen Tennyson (1940)
- Lascia fare a Giorgio (Let George Do It), regia di Marcel Varnel (1940)
- Saloon Bar, regia di Walter Forde (1940)
- Tre marinai, regia di Walter Forde (1940)
- Volo senza ritorno (One of Our Aircraft Is Missing), regia di Michael Powell e Emeric Pressburger (1942)
- Ora Barabba, regia di Marcel Varnel (1949)
- La pastorella e lo spazzacamino, regia di Marcel Varnel (1952)
- Melba, regia di Lewis Milestone (1953)
- L'arciere del re (Quentin Durward), regia di Richard Thorpe (1955)
- Riccardo III (Richard III), regia di Laurence Olivier (1955)
- Tiger in the Smoke, regia di Roy Ward Baker (1956)
- Domani alle dieci, regia di Lance Comfort (1963)